# Jiří Rázl
Jiří Rázl (ur. 1970) – czechosłowacki skoczek narciarski, brązowy medalista mistrzostw świata juniorów z 1988 roku, trener skoków narciarskich.
4 lutego 1988 roku w Saalfelden am Steinernen Meer podczas mistrzostw świata juniorów zdobył brązowy medal w konkursie drużynowym, w którym wystartował wraz z Janem Kukačką, Tomášem Raszką i Františkiem Ježem. Reprezentacja Czechosłowacji przegrała wówczas z Austrią i Norwegią.
Po zakończeniu kariery zawodniczej został trenerem skoków narciarskich. W klubie narciarskim Dukla Liberec trenował między innymi Jakuba Jiroutka, Michala Doležala i Jakuba Hlavę. Był również jednym z kandydatów na szkoleniowca reprezentacji Czech w 2004 roku.

## Osiągnięcia

### Mistrzostwa świata juniorów
| Miejsce | Dzień    | Rok  | Miejscowość                   | Konkurs                     | Wynik | Strata | Zwycięzca |
| ------- | -------- | ---- | ----------------------------- | --------------------------- | ----- | ------ | --------- |
| 3.      | 4 lutego | 1988 | Saalfelden am Steinernen Meer | Skocznia normalna drużynowo | ?     | ?      | Austria   |